# ご存知!平成一番人気
『ご存知!平成一番人気』（ごぞんじ へいせいいちばんにんき）は、1991年（平成3年）10月17日から1992年（平成4年）3月26日までTBS系列局で放送されていたテレビ番組である。毎日放送とテレビマンユニオンの共同製作。放送時間は毎週木曜 20:00 - 20:54 （日本標準時）。

## 出演者

### 司会
- 板東英二
- 榊原郁恵

### ゲストパネラー
- 片岡鶴太郎
- 森尾由美

### ナレーター
- 槇大輔

## 概要
前番組「敏感!エコノクエスト」の後継番組。本番組はエコノクエストからクイズ形式を外して放送された。
毎回、経済に関する様々なテーマを設けて、それに関わる様々なドキュメントVTRと関係者のインタビューを紹介する。
また、スタジオに毎回ゲストパネラーを何人か呼んで、その週のテーマにちなんだトークを展開していた。
本番組では司会の板東を「キャプテン」、榊原を「サブキャプテン」、ゲストパネラーを「クルー」と船の乗組員にちなんだ呼称が付けられていた。
また、スタジオのセットには大きな船の模型が飾られており、大航海をする様が描かれていた。
なお、司会の板東は前番組「敏感!エコノクエスト」からの続投であり、また番組のスタッフの大半はエコノクエストにも関わっていた。

## スタッフ
- 企画・プロデュース：浦谷年良（テレビマンユニオン）
- 企画：日野原幼紀、山本喜浩
- 技術協力：渋谷ビデオスタジオ
- 美術協力：フジアール
- 制作スタッフ：碓井広義ほか
- ディレクター：岡田公伸（毎日放送）
- プロデューサー：田中文夫（毎日放送）
- 制作：渡辺一雄（毎日放送）
- 製作著作：毎日放送、テレビマンユニオン

## エンディングテーマ
- 日本の人（HIS （細野晴臣、忌野清志郎、坂本冬美））

## ネット局
| 放送対象地域   | 放送局                    | 系列           | 放送曜日・放送時間       | 放送体制   | 備考            |
| -------------- | ------------------------- | -------------- | ------------------------ | ---------- | --------------- |
| 近畿広域圏     | 毎日放送（MBS）           | TBS系列        | 木曜 20時00分 - 20時54分 | 同時ネット | 製作局          |
| 北海道         | 北海道放送（HBC）         | TBS系列        | 木曜 20時00分 - 20時54分 | 同時ネット |                 |
| 青森県         | 青森テレビ（ATV）         | TBS系列        | 木曜 20時00分 - 20時54分 | 同時ネット |                 |
| 岩手県         | 岩手放送（IBC）           | TBS系列        | 木曜 20時00分 - 20時54分 | 同時ネット | 現・IBC岩手放送 |
| 宮城県         | 東北放送（TBC）           | TBS系列        | 木曜 20時00分 - 20時54分 | 同時ネット |                 |
| 山形県         | テレビユー山形（TUY）     | TBS系列        | 木曜 20時00分 - 20時54分 | 同時ネット |                 |
| 福島県         | テレビユー福島（TUF）     | TBS系列        | 木曜 20時00分 - 20時54分 | 同時ネット |                 |
| 関東広域圏     | 東京放送（TBS）           | TBS系列        | 木曜 20時00分 - 20時54分 | 同時ネット | 現・TBSテレビ   |
| 山梨県         | テレビ山梨（UTY）         | TBS系列        | 木曜 20時00分 - 20時54分 | 同時ネット |                 |
| 新潟県         | 新潟放送（BSN）           | TBS系列        | 木曜 20時00分 - 20時54分 | 同時ネット |                 |
| 長野県         | 信越放送（SBC）           | TBS系列        | 木曜 20時00分 - 20時54分 | 同時ネット |                 |
| 静岡県         | 静岡放送（SBS）           | TBS系列        | 木曜 20時00分 - 20時54分 | 同時ネット |                 |
| 富山県         | チューリップテレビ（TUT） | TBS系列        | 木曜 20時00分 - 20時54分 | 同時ネット |                 |
| 石川県         | 北陸放送（MRO）           | TBS系列        | 木曜 20時00分 - 20時54分 | 同時ネット |                 |
| 中京広域圏     | 中部日本放送（CBC）       | TBS系列        | 木曜 20時00分 - 20時54分 | 同時ネット | 現・CBCテレビ   |
| 鳥取県・島根県 | 山陰放送（BSS）           | TBS系列        | 木曜 20時00分 - 20時54分 | 同時ネット |                 |
| 岡山県・香川県 | 山陽放送（RSK）           | TBS系列        | 木曜 20時00分 - 20時54分 | 同時ネット | 現・RSK山陽放送 |
| 広島県         | 中国放送（RCC）           | TBS系列        | 木曜 20時00分 - 20時54分 | 同時ネット |                 |
| 山口県         | テレビ山口（tys）         | TBS系列        | 木曜 20時00分 - 20時54分 | 同時ネット |                 |
| 高知県         | テレビ高知（KUTV）        | TBS系列        | 木曜 20時00分 - 20時54分 | 同時ネット |                 |
| 福岡県         | RKB毎日放送（RKB）        | TBS系列        | 木曜 20時00分 - 20時54分 | 同時ネット |                 |
| 長崎県         | 長崎放送（NBC）           | TBS系列        | 木曜 20時00分 - 20時54分 | 同時ネット |                 |
| 熊本県         | 熊本放送（RKK）           | TBS系列        | 木曜 20時00分 - 20時54分 | 同時ネット |                 |
| 大分県         | 大分放送（OBS）           | TBS系列        | 木曜 20時00分 - 20時54分 | 同時ネット |                 |
| 宮崎県         | 宮崎放送（MRT）           | TBS系列        | 木曜 20時00分 - 20時54分 | 同時ネット |                 |
| 鹿児島県       | 南日本放送（MBC）         | TBS系列        | 木曜 20時00分 - 20時54分 | 同時ネット |                 |
| 沖縄県         | 琉球放送（RBC）           | TBS系列        | 木曜 20時00分 - 20時54分 | 同時ネット |                 |
| 福井県         | 福井テレビ（FTB）         | フジテレビ系列 | 月曜 22時00分 - 22時54分 | 遅れネット |                 |
| 秋田県         | 秋田放送（ABS）           | 日本テレビ系列 | 土曜 17時00分 - 17時54分 | 遅れネット |                 |
| 愛媛県         | 南海放送（RNB）           | 日本テレビ系列 | 土曜 22時00分 - 22時54分 | 遅れネット |                 |

| TBS系列 木曜20:00枠                                   | TBS系列 木曜20:00枠                                    | TBS系列 木曜20:00枠                              |
| 前番組                                                | 番組名                                                 | 次番組                                           |
| ----------------------------------------------------- | ------------------------------------------------------ | ------------------------------------------------ |
| 敏感!エコノクエスト （1991年4月11日 - 1991年9月19日） | ご存知!平成一番人気 （1991年10月17日 - 1992年3月26日） | ダウトをさがせ! （1992年4月9日 - 1993年9月23日） |